# العلاقات الأرمينية البيروية
العلاقات الأرمينية البيروفية هي العلاقات الثنائية التي تجمع بين أرمينيا وبيرو.

## مقارنة بين البلدين
هذه مقارنة عامة ومرجعية للدولتين:
| وجه المقارنة                                              | أرمينيا                    | بيرو                                   |
| --------------------------------------------------------- | -------------------------- | -------------------------------------- |
| المساحة (كم2)                                             | 29.74 ألف                  | 1.29 مليون                             |
| عدد السكان (نسمة)                                         | 2.93 مليون                 | 32.16 مليون                            |
| الكثافة السكانية (ن./كم²)                                 | 98.52                      | 24.93                                  |
| العاصمة                                                   | يريفان                     | ليما                                   |
| اللغة الرسمية                                             | لغة أرمنية                 | اللغة الإسبانية، اللغة الأيمرية، كتشوا |
| العملة                                                    | درام أرميني                | سول بيروفي جديد                        |
| الناتج المحلي الإجمالي (بليون دولار)                      | 11.54 مليار                | 211.39 مليار                           |
| الناتج المحلي الإجمالي (تعادل القوة الشرائية) بليون دولار | 25.41 مليار                | 393.13 مليار                           |
| الناتج المحلي الإجمالي الاسمي للفرد دولار أمريكي          | 3.49 ألف                   | 6.03 ألف                               |
| الناتج المحلي الإجمالي للفرد دولار أمريكي                 | 8.07 ألف                   | 11.99 ألف                              |
| مؤشر التنمية البشرية                                      | 0.743                      | 0.740                                  |
| رمز المكالمات الدولي                                      | +374                       | +51                                    |
| رمز الإنترنت                                              | .am، .հայ ‏                 | .pe                                    |
| المنطقة الزمنية                                           | ت ع م+04:00، توقيت أرمينيا | توقيت بيرو، 00                         |

## منظمات دولية مشتركة
يشترك البلدان في عضوية مجموعة من المنظمات الدولية، منها:
| علم المنظمة | اسم المنظمة                               | تاريخ انضمام أرمينيا | تاريخ انضمام بيرو |
| ----------- | ----------------------------------------- | -------------------- | ----------------- |
|             | مؤسسة التنمية الدولية                     | 25 أغسطس 1993        | 30 أغسطس 1961     |
|             | يونسكو                                    | 9 يونيو 1992         | 21 نوفمبر 1946    |
|             | وكالة ضمان الاستثمار متعدد الأطراف        | 5 ديسمبر 1995        | 2 ديسمبر 1991     |
|             | الأمم المتحدة                             | 2 مارس 1992          | 31 أكتوبر 1945    |
|             | الفريق المعني برصد الأرض                  | ?                    | ?                 |
|             | الاتحاد البريدي العالمي                   | ?                    | ?                 |
|             | البنك الدولي للإنشاء والتعمير             | 16 سبتمبر 1992       | 31 ديسمبر 1945    |
|             | الاتحاد الدولي للاتصالات                  | 30 يونيو 1992        | 12 يوليو 1915     |
|             | منظمة حظر الأسلحة الكيميائية              | ?                    | ?                 |
|             | مؤسسة التمويل الدولية                     | 18 أبريل 1995        | 20 يوليو 1956     |
|             | المركز الدولي لتسوية المنازعات الاستشارية | 16 أكتوبر 1992       | 8 سبتمبر 1993     |
|             | منظمة التجارة العالمية                    | 5 فبراير 2003        | ?                 |
|             | منظمة الشرطة الجنائية الدولية             | ?                    | ?                 |

## وصلات خارجية
- موقع وزارة الخارجية الأرمينية
- موقع وزارة الخارجية البيروفية